# Кулусутайське сільське поселення
Кулусута́йське сільське поселення (рос. Кулусутайское сельское поселение) — сільське поселення у складі Ононського району Забайкальського краю Росії.
Адміністративний центр — село Кулусутай.

## Історія
Село Нижній Кулусутай було утворено 2013 року шляхом виділення частини зі складу села Кулусутай.

## Населення
Населення сільського поселення становить 599 осіб (2019; 689 у 2010, 924 у 2002).

## Склад
До складу сільського поселення входять:
| Населений пункт        | Населення, осіб (2002) | Населення, осіб (2010) |
| ---------------------- | ---------------------- | ---------------------- |
| Кулусутай, село        | 924                    | 689                    |
| Нижній Кулусутай, село | -                      | -                      |